# La figlia del reggimento (film 1933 Lamac)
La figlia del reggimento (Die Tochter des Regiments o Die Regimentstochter) è un film del 1933 diretto da Carl Lamac. Come si usava all'epoca dei primi film sonori, venne girato anche in versione francese, con il titolo La Fille du régiment: a Lamac venne aggiunto il regista Pierre Billon e fu cambiato gran parte del cast. Ambedue le versioni hanno come protagonista, nei panni della vivandiera Mary, l'attrice Anny Ondra che fu anche produttrice dei film.

## Trama
La giovane vivandiera Mary è vissuta sempre con i soldati che la considerano la "figlia" del reggimento. Chi l'ha effettivamente allevata è il sergente Bully, dopo la morte del suo capitano, di cui Mary è figlia. Un giorno, all'accampamento, giunge Lady Diana Heddingbroke che, riconosciuta dal sergente come la moglie del capitano, scopre di essere la madre di Mary, la bambina che pensava perduta. Lady Diana porta via con sé al castello la figlia ritrovata, decisa a farne una grande signora. Ma Mary rimpiange la vita libera del reggimento e, ritornata al campo, rivive insieme al sergente i suoi giorni felici. Quando poi Mary rivede il suo innamorato, non può più accettare le nozze cui l'ha destinata sua madre. Che, a malincuore, accetta la decisione della figlia.

## Produzione
Il film fu prodotto dalla Vandor Film e Ondra-Lamac-Film.

## Distribuzione
Il film ebbe una distribuzione internazionale. In Germania uscì il 31 marzo 1933 con il titolo originale Die Tochter des Regiments (in Austria, dove fu distribuito dalla Kiba Kinobetriebsanstalt, è conosciuto anche come Die Regimentstochter). Uscì anche in Portogallo (24 aprile 1933), Finlandia (25 dicembre 1933) e negli Stati Uniti (30 marzo 1934), in una versione originale sottotitolata in inglese, distribuito dalla General Foreign Sales Corp. In Italia, uscì in sala nel 1935.